# Procedimento de Chien
Na álgebra abstrata, o procedimento de Chien, cujo nome advém de R. T. Chien, é um algoritmo rápido para determinar a raiz de um polinómio definido sobre um corpo finito. O caso mais típico para a utilização do procedimento de Chien é no cálculo  das raízes de polinómios error-locator encontrados na descodificação do código de Reed-Solomon e código de BCH.

## Algoritmo
Denotando o polinómio (sobre o corpo finito GF({\displaystyle q})) cujas raízes queremos determinar como:
{\displaystyle \ \Lambda (x)=\lambda _{0}+\lambda _{1}x+\lambda _{2}x^{2}+\cdots +\lambda _{t}x^{t}}
Conceptualmente, podemos avaliar {\displaystyle \Lambda (\beta )} por cada não-zero {\displaystyle \beta } em GF({\displaystyle q}). Aqueles que resultarem em 0 são raízes do polinómio.
O procedimento de Chien é baseado em duas observações:
- Cada não-zero {\displaystyle \beta } pode ser expresso como {\displaystyle \alpha ^{i_{\beta }}} para alguns {\displaystyle i_{\beta }}, onde {\displaystyle \alpha } é um elemento primitivo (sugerido do inglês, primitive element) de {\displaystyle \mathrm {GF} (q)}, {\displaystyle i_{\beta }} é a potência do elemento primitivo {\displaystyle \alpha }. Assim as potências {\displaystyle \alpha ^{i}} por cada {\displaystyle 0\leq i<(q-1)} cobrem o espectro inteiro (excluindo o elemento zero).
- A seguinte relação existe:

{\displaystyle {\begin{array}{lllllllllll}\Lambda (\alpha ^{i})&=&\lambda _{0}&+&\lambda _{1}(\alpha ^{i})&+&\lambda _{2}(\alpha ^{i})^{2}&+&\cdots &+&\lambda _{t}(\alpha ^{i})^{t}\\&\triangleq &\gamma _{0,i}&+&\gamma _{1,i}&+&\gamma _{2,i}&+&\cdots &+&\gamma _{t,i}\end{array}}}
{\displaystyle {\begin{array}{lllllllllll}\Lambda (\alpha ^{i+1})&=&\lambda _{0}&+&\lambda _{1}(\alpha ^{i+1})&+&\lambda _{2}(\alpha ^{i+1})^{2}&+&\cdots &+&\lambda _{t}(\alpha ^{i+1})^{t}\\&=&\lambda _{0}&+&\lambda _{1}(\alpha ^{i})\,\alpha &+&\lambda _{2}(\alpha ^{i})^{2}\,\alpha ^{2}&+&\cdots &+&\lambda _{t}(\alpha ^{i})^{t}\,\alpha ^{t}\\&=&\gamma _{0,i}&+&\gamma _{1,i}\,\alpha &+&\gamma _{2,i}\,\alpha ^{2}&+&\cdots &+&\gamma _{t,i}\,\alpha ^{t}\\&\triangleq &\gamma _{0,i+1}&+&\gamma _{1,i+1}&+&\gamma _{2,i+1}&+&\cdots &+&\gamma _{t,i+1}\end{array}}}
Por outras palavras podemos definir cada {\displaystyle \Lambda (\alpha ^{i})} como a soma de um conjunto de termos {\displaystyle \{\gamma _{j,i}|0\leq j\leq t\}}, dos quais o próximo conjunto de coeficiente pode ser derivado, e assim:
{\displaystyle \ \gamma _{j,i+1}=\gamma _{j,i}\,\alpha ^{j}}
Desta maneira podemos começar em {\displaystyle i=0} com {\displaystyle \gamma _{j,0}=\lambda _{j}}, e iterar através de cada valor de {\displaystyle i} até {\displaystyle (q-1)}. Se em qualquer altura a soma resultante é zero, temos:
{\displaystyle \ \sum _{j=0}^{t}\gamma _{j,i}=0,}
assim {\displaystyle \Lambda (\alpha ^{i})=0} também, logo {\displaystyle \alpha _{i}} é uma raiz. Desta maneira confirmamos todos os elementos no espectro.
Quando implementado em hardware esta aproximação reduz significativamente a complexidade, dado que todas as multiplicações consistem numa variável e uma constante, ao invés de duas variáveis como num aproximação bruta.